# 아바타 (프랜차이즈)
아바타 영화 시리즈(영어: Avatar: movie series)는 《아바타》를 첫 작품으로 하는 시리즈이다.